# Гангхофер, Людвиг
Людвиг Альберт Гангхофер (нем. Ludwig Albert Ganghofer; 7 июля 1855, Кауфбойрен, Швабия — 24 июля 1920, Тегернзе, Бавария) — немецкий писатель, певец своей малой родины Баварии. Видный представитель «литературы родной стороны» в немецкой литературе. Творческое наследие Гангхофера включает в себя стихи, пьесы, новеллы и романы. Многие романы Гангхофера были экранизированы в Германии в начале XX века.
Несмотря на известную взаимную нелюбовь баварцев и пруссаков, в годы Первой мировой войны Гангхофер занял пангерманистскую и шовинистическую позицию. Побывав в 1915—1917 годах на разных фронтах, Гангхофер опубликовал книгу репортажей «Reise zur deutschen Front», а также поэтические сборники «Eiserne Zither» и «Neue Kriegslieder», прославлявшие Вильгельма II.

## Сочинения
- Der Herrgottschnitzer von Ammergau
- Der Jäger von Fall
- Die Sünden der Väter
- Edelweißkönig
- Der Unfried
- Монастырский охотник — Der Klosterjäger
- Die Martinsklause
- Die Fackeljungfrau
- Замок Губертус — Schloß Hubertus
- Die Bacchantin
- Молчание в лесу — Das Schweigen im Walde
- Das Gotteslehen
- Der Dorfapostel
- Das neue Wesen
- Der Hohe Schein
- Der Besondere
- Gewitter im Mai
- Der Mann im Salz
- Damian Zagg
- Лесной шум — Waldrausch
- Lebenslauf eines Optimisten
- Der Ochsenkrieg
- Die Trutze von Trutzberg
- Reise zur deutschen Front
- Das große Jagen
- Der laufende Berg